# موزه ملی هنر اوکراین
موزه ملی هنر اوکراین (به لاتین: National Art Museum of Ukraine) یک موزه هنری در اوکراین است که در Hrushevskoho Street, Kyiv واقع شده‌است.